# جون ألين
جون ألين جنرال أمريكي (المبعوث الرئاسي الخاص للتحالف الدولي لمحاربة تنظيم الدولة الإسلامية) وهو جنرال أربع نجوم مشاة بحرية أمريكي من مواليد (15 ديسمبر/كانون الأول,1953).
آخر منصب عسكري شغله هو قائد قوة المساعدة الدولية في أفغانستان من يوليو تموز 2011 -شباط 2013 .
وقد رشٌح لمنصب القائد الأعلى لقوات حلف الناتو في أوروبا أوائل 2013. لكنه أعتذر عن قبول المنصب لأسباب عائلية ,
في 13 سبتمبر أيلول 2014 عينه الرئيس باراك أوباما مبعوث رئاسي خاص للتحالف الدولي لمحاربة تنظيم الدولة الإسلامية .

## روابط خارجية
- جون ألين على موقع IMDb (الإنجليزية)
- جون ألين على موقع مونزينجر (الألمانية)